# Número primo de Pierpont
Un número primo de Pierpont es un número primo de la forma
{\displaystyle 2^{u}3^{v}+1\,}
para u y v enteros no negativos. Se llaman así en honor al matemático James Pierpont.
Se puede demostrar que, si v = 0 y u > 0, entonces u debe ser una potencia de 2, y el número primo será por tanto de Fermat. Si v es positivo, entonces u también es positivo, y el número primo de Pierpont es de la forma 6k + 1 (ya que si u = 0 y v > 0 entonces 2u3v + 1 es un número par mayor que 2 y por tanto compuesto).
Los primeros números primos de Pierpont son:
2, 3, 5, 7, 13, 17, 19, 37, 73, 97, 109, 163, 193, 257, 433, 487, 577, 769... (sucesión A005109 en OEIS).

## Distribución de los números primos de Pierpont
Andrew Gleason conjeturó que hay infinitos números primos de Pierpont. No son especialmente raros y la factorización algebraica impone pocas restricciones en comparación con, por ejemplo, los números primos de Mersenne, cuyo exponente debe ser primo. Hay 36 números primos de Pierpont menores que 106, 59 que son menores que 109, 151 menores que 1020 y 789 menores que 10100; según la conjetura hay O(log N) números primos de Pierpont menores que N, mientras que sólo se conjetura la existencia de O(log log N) números primos de Mersenne en ese rango.

## Números primos de Pierpont como factores de números de Fermat
En la búsqueda de factores de números de Fermat, se han descubierto algunos que son números primos de Pierpont. La siguiente tabla muestra los valores de m, k y n tales que
{\displaystyle k\cdot 2^{n}+1{\text{ divide a }}2^{2^{m}}+1.\,}
En esta expresión, el número de la izquierda es un número primo de Pierpont cuando k es una potencia de 3, mientras que el número de la derecha es un número de Fermat.
| m       | k  | n       | Año  | Descubridor                         |
| ------- | -- | ------- | ---- | ----------------------------------- |
| 38      | 3  | 41      | 1903 | Cullen, Cunningham y Western        |
| 63      | 9  | 67      | 1956 | Robinson                            |
| 207     | 3  | 209     | 1956 | Robinson                            |
| 452     | 27 | 455     | 1956 | Robinson                            |
| 9428    | 9  | 9431    | 1983 | Keller                              |
| 12185   | 81 | 12189   | 1993 | Dubner                              |
| 28281   | 81 | 28285   | 1996 | Taura                               |
| 157167  | 3  | 157169  | 1995 | Young                               |
| 213319  | 3  | 213321  | 1996 | Young                               |
| 303088  | 3  | 303093  | 1998 | Young                               |
| 382447  | 3  | 382449  | 1999 | Cosgrave y Gallot                   |
| 461076  | 9  | 461081  | 2003 | Nohara, Jobling, Woltman y Gallot   |
| 672005  | 27 | 672007  | 2005 | Cooper, Jobling, Woltman y Gallot   |
| 2145351 | 3  | 2145353 | 2003 | Cosgrave, Jobling, Woltman y Gallot |
| 2478782 | 3  | 2478785 | 2003 | Cosgrave, Jobling, Woltman y Gallot |

A fecha de 2008, el mayor número primo de Pierpont que se conoce es 3 · 22478785 + 1, cuya primalidad fue descubierta por John B. Cosgrave en 2003 con la ayuda de un programa de Paul Jobling, George Woltman e Yves Gallot.
En las matemáticas del origami, los axiomas de Huzita-Hatori definen seis de los siete tipos de dobleces que se pueden presentar. Se ha demostrado que estas dobleces son suficientes para construir cualquier polígono regular de N lados, siempre que N > 3 y sea de la forma 2m3nρ, donde ρ es el producto de números primos de Pierpont distintos. Esta es la misma clase de polígonos regulares que se pueden construir con regla, compás y trisectriz de ángulos. Los polígonos construibles únicamente con regla y compás constituyen el caso especial en que n = 0 y ρ es un producto de números primos de Fermat distintos, a su vez un subconjunto de los números primos de Pierpont.